# زنبق‌سا
زنبق‌سا، بیسکویتی (نام علمی: Moraea sisyrinchium) مترادف (Gynandriris sisyrinchium) نام یک گونه از سرده زنبق‌سا است. جنس زنبق سا در ایران دارای تنها یک گونه به نام زنبق سا است که گیاهی است چند ساله و گل‌های آبی رنگ بسیار زیبا و خوشبو دارد.